# Stanisław Łucki
Stanisław Łucki (ur. 3 maja 1917 w Kutach, zm. 28 stycznia 2013 w Paryżu) – prawnik, polityk narodowy, żołnierz w II wojnie światowej, działacz polonijny we Francji związany ze Stronnictwem Narodowym.

## Życiorys
Od 1935 studiował prawo na Uniwersytecie Jana Kazimierza we Lwowie, gdzie po raz pierwszy zaangażował się w działalność polityczną Stronnictwa Narodowego, należał do akademickiej korporacji K! Znicz. Dwukrotnie aresztowany i relegowany z uczelni.
Po wybuchu II wojny światowej przedostał się do Francji, gdzie w obozie wojskowym w Coëtquidan zaciągnął się do powstającej Armii Polskiej. Brał udział w bitwie o Narwik. Jego oddział został ewakuowany do Bretanii, gdzie uległ rozproszeniu. Łucki przedostał się na południe Francji, zaangażował się w działalność powstających kół SN, kierownik domu studenckiego PCK. Pod pseudonimem „Arab” działał w polsko-francuskim ruchu oporu w Ekspozyturze France „F II” potocznie nazywaną „Siecią F 2”, która podlegała Oddziałowi II Sztabu Naczelnego Wodza Wojska Polskiego w Londynie. Był jednym z organizatorów sieci w Lyonie i w Paryżu, gdzie doczekał końca niemieckiej okupacji.
Wcielony do Wojska Polskiego w Wielkiej Brytanii, dokończył studia prawnicze na Polskim Wydziale Prawa na Oksfordzie. Został wyznaczony na likwidatora Ekspozytury „F II”. Pracował w Delegaturze Ministerstwa Spraw Wewnętrznych jako attaché konsularny w Paryżu przy ambasadorze Kajetanie Morawskim, gdzie pełnił funkcję zastępcy kierownika. Został zdemobilizowany 22 kwietnia 1948 w Calais i osiedlił się we Francji.
Pracował na stanowiskach administracyjnych w kopalni w Casablance, w zakładach samochodowych Panhard et Levassor, w Les Exploitations Electriques et Industrielles oraz w Régie autonome des transports parisiens. W maju 1983 r. przeszedł na emeryturę. Przez cały swój pobyt na emigracji Stanisław Łucki był zaangażowany w życie Polonii we Francji. Działał w organizacjach politycznych i społecznych: w SN, Przedstawicielstwie Rady Politycznej (zamieszany w Aferę Bergu), Tymczasowej Radzie Jedności Narodowej, Stowarzyszeniu Polskich Kombatantów, Amicale du Réseau F 2, Towarzystwie Historyczno-Literackim i Bibliotece Polskiej w Paryżu, Towarzystwie Opieki nad Grobami Historycznymi, Polskiej Misji Katolickiej itp. Autor wspomnień „Z Kut do Paryża” oraz „Sieć F 2”, oraz kilku opracowań i artykułów historycznych, dot. działalności Ekspozytury „F II”, wyprawy pod Narwik, czy wspominających zmarłych działaczy polonijnych. Korespondent „Myśli Polskiej”, redaktor „Placówki”. W 1960 r. w czasie wizyty Nikity Chruszczowa we Francji w związku ze swoją działalnością polityczną został zesłany na Korsykę.
Jego żoną była poznana w czasie służby w „F II” Renée Oddon, po jej śmierci poślubił Annę Smyszlajew, dr polsko-francuskiej lingwistyki porównawczej.
Spoczywa na cmentarzu Les Champeaux w Montmorency. Jego spuścizna trafiła do Archiwum Akt Nowych w Warszawie.

## Ordery i odznaczenia
- Krzyż Komandorski z Gwiazdą Orderu Odrodzenia Polski (2006)[4][5]
- Krzyż Walecznych (1945)[4][5]
- Kawaler Orderu Narodowego Legii Honorowej (Francja, 1957)[4][5]
- Order Narodowy Zasługi (Francja, 1980)[5]
- Krzyż Wojenny z Palmami (Francja, 1947)[5]
- Medal Ruchu Oporu (Francja, 1946)[5]
- Krzyż Kombatanta-Ochotnika (Francja, 1961)[5]
- Gwiazda za Wojnę 1939–1945 (Wlk. Brytania, 1946)[5]